# Georg Parma
Georg Parma (* 15. dubna 1997, Purkersdorf, okres St. Pölten) je rakouský reprezentant ve sportovním lezení, mistr Rakouska v lezení na obtížnost a vicemistr Rakouska v boulderingu. Juniorský mistr Evropy a vítěz Evropského poháru juniorů v lezení na obtížnost.

## Výkony a ocenění

### Závodní výsledky
| Světový pohár | Světový pohár | Světový pohár | Světový pohár | Světový pohár |
| Rok           | 2014          | 2015          | 2016          | 2017          |
| ------------- | ------------- | ------------- | ------------- | ------------- |
| Obtížnost     |               |               |               |               |
| jednotlivě*   |               |               |               |               |
|               |               |               |               |               |
| Bouldering    |               |               |               |               |
| jednotlivě*   |               |               |               |               |

* poznámka: nalevo jsou poslední závody v roce, body do celkového umístění jsou jen z první třicítky v závodu
| Mistrovství světa juniorů | Mistrovství světa juniorů | Mistrovství světa juniorů |
| Rok                       | 2012 kat. B               | 2014 kat. A               |
| ------------------------- | ------------------------- | ------------------------- |
| Obtížnost                 | 3                         | 3                         |

| Mistrovství Evropy juniorů | Mistrovství Evropy juniorů | Mistrovství Evropy juniorů | Mistrovství Evropy juniorů |
| Rok                        | 2012 kat. B                | 2014 kat. A                | 2016 junioři               |
| -------------------------- | -------------------------- | -------------------------- | -------------------------- |
| Obtížnost                  | 1                          | 1                          | 3                          |